# Santana do Paraíso
Santana do Paraíso este un oraș în Minas Gerais (MG), Brazilia. În anul 2021, populația acesteia era de 36.048 locuitori.
Acesta este limitată cu districtele municipale Belo Oriente, Mesquita, Ipatinga, Caratinga și Ipaba